# Музей грецької народної творчості
Музей грецької народної творчості (грец. Μουσείο Ελληνικής Λαϊκής Τέχνης) — музей в Афінах, заснований 1918 року під егідою міністерства культури Греції.
В Мечеті Цидаракіса працює філія музею. Інші філія музею — Громадські бані по вулиці Кірресту, 8 і Теспідос, 8, обидві в центральному районі Плака. Нещодавно відкрилась філія музею по вулиці Панос, 22, в якому експонуються різноманітні знаряддя праці.

## Історія
1918 року музей був заснований під назвою Музей грецького рукоділля і розташовувався в будівлі Мечеті Цидаракіса на площі Монастиракі. 1923 року він перейменований на Національний музей декоративно-ужиткового мистецтва, а з 1959 року носить свою сучасну назву. 1973 року основна експозиція музею переїхала в нову будівлю по вулиці Кідатінеон, 17. 

## Експозиція
На першому поверсі в експозиції музею широко представлені усі види народного грецького декоративно-ужиткового мистецтва: вишивка, в'язання, національні костюми, ляльки театру тіней, ювелірні прикраси, керамічні посудини, різьба по дереву, килимарство, торевтика. Найбільш ранні експонати датуються серединою 17 століття. Тут зібрані 5 костюмів з маскарадів різних регіонів Греції — Нікіссіані (Кавала), Калі Вріссі (Драма, Фессалія і Науса) та острів Скірос.
Другий поверх майже повністю присвячений тимчасовим виставкам, решту простору займає постійна експозиція робіт Теофіла Хациміхалі (1868 — 1943), найзначнішого грецького художника-примітивіста. Найбільший інтерес становлять фрески з його будинку в Мітилені на острові Лесбос.
Третій поверх присвячений двом тематикам: релігійній та світській. Перша представлена сакральними предметами зі срібла, ризами, саванами тощо, друга — предметами побуту, зброєю та жіночими прикрасами.
На верхньому горищному поверсі представлені численні народні жіночі та чоловічі костюми із різних куточків Греції, як побутові, так і святкові, обрядові, танцювальні тощо.